# Down Under Classic 2009
La Down Under Classic 2009, quarta edizione della corsa ed apertura ufficiale del Tour Down Under 2009, si è svolta il 18 gennaio 2009, per un percorso totale di 58 km nel Rymill Park di Adelaide, Australia. Fu vinto dall'australiano Robbie McEwen, alla seconda vittoria nella corsa.

## Ordine d'arrivo (Top 10)
| Pos. | Corridore          | Squadra      | Tempo    |
| ---- | ------------------ | ------------ | -------- |
| 1    | Robbie McEwen      | Katusha      | 1h04'32" |
| 2    | Willem Stroetinga  | Milram       | s.t.     |
| 3    | Graeme Brown       | Rabobank     | s.t.     |
| 4    | André Greipel      | High Road    | s.t.     |
| 5    | José Joaquín Rojas | C. d'Epargne | s.t.     |
| 6    | Allan Davis        | Quick Step   | s.t.     |
| 7    | Baden Cooke        | UniSA        | s.t.     |
| 8    | Francesco Chicchi  | Liquigas     | s.t.     |
| 9    | Hilton Clarke      | Fuji         | a 1"     |
| 10   | Chris Sutton       | Garmin       | s.t.     |